# Chionodraco
Chionodraco – rodzaj ryb z rodziny bielankowatych. 

## Klasyfikacja
Gatunki zaliczane do tego rodzaju:
- Chionodraco hamatus
- Chionodraco kathleenae
- Chionodraco myersi
- Chionodraco rastrospinosus